# Augiáš

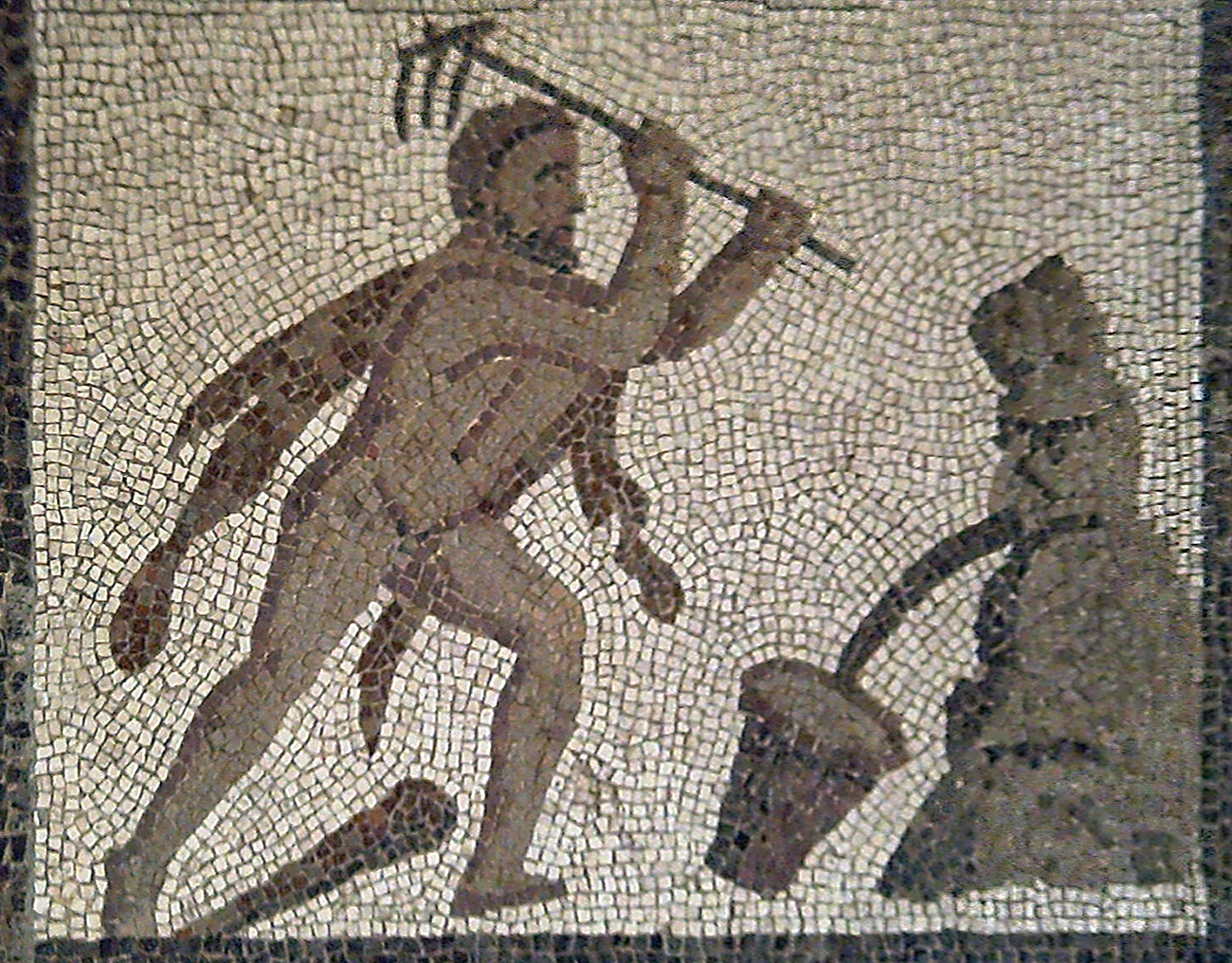
Římská mozaika, Héraklés čistí Augiášův chlév přesměrováním řeky Alpheus a Peneus.(Valencia, Španělsko)

Augiáš nebo Augeiás (řecky Αὐγείας, latinsky Augeas) je v řecké mytologii élidský král, syn boha Hélia.

## Čištění chlévů
Augiáš vlastnil bohatá stáda dobytka, snad na tři tisíce kusů. To z něj dělalo možná nejbohatšího muže na světě. Ale do bájí se dostal až když se u něho objevil velký řecký hrdina Héraklés. Byl ve službě u mykénského krále Eurysthea a plnil pro něj dvanáct obtížných úkolů.
Pátým z těchto úkolů bylo vyčistit Augeiovy chlévy. Po léta se nečistily: Hnojem byly zanesené stáje, ohrady i přilehlá pole. Héraklés si dopředu vyjednal, že když mu Augiáš dá desetinu svých stád, práce bude do večera hotová. Král na to souhlasně přikývl. Héraklés velkoryse prorazil ohrady na dvou místech, svedl do nich toky řek Alfeios a Péneios, jejich proud se jimi prohnal a večer bylo vše čisté.
Jenže Augiáš byl bohatý stejně tolik jako lakomý, vyplácení odměny oddaloval. Potom se navíc dozvěděl, že vyčištění chlévů bylo Héraklovou povinností, odměnu odmítl vyplatit a Hérakla potupně vyhnal. Když s tímto rozhodnutím nesouhlasil jeho syn, vyhnal ho také.
Toto chování se mu nevyplatilo, po létech se Héraklés do Élidy vrátil, Augeia zabil a jeho syna Fýlea dosadil na uvolněný královský trůn.

### Přenesený význam
Výraz „Augiášův chlév“ (resp. „vyčistit Augiášův chlév“) zůstal v povědomí po celá tisíciletí a stal se symbolem úděsného, nezvladatelného nepořádku (resp. jeho likvidace), a to i v přeneseném významu.

### Odraz v umění
Héraklovo vítězství připomínají četné antické památky, např. metopy na Diově chrámu v Olympii či římské skulptury s Héraklovými činy v Kapitolském muzeu v Římě.

### Založení Olympijských her
Větší připomínkou však do současnosti zůstaly olympijské hry, které Héraklés na paměť právě tohoto vítězství založil. Konají se od r. 776 př. n. l. do dnešních dob. Verzí o zakladateli a pohnutkách ale existuje více. Jedna potvrzuje, že zakladatelem byl Héraklés, ale stalo se to prý až po jeho návratu z plavby Argonautů. Podle jiné je vůbec nezaložil Héraklés, ale Pelops, král v Píse a dobyvatel Peloponésu.